# Březina (ort i Tjeckien, Södra Mähren, lat 49,32, long 16,42)
Březina är en ort i Tjeckien.   Den ligger i regionen Södra Mähren, i den östra delen av landet, 170 km sydost om huvudstaden Prag. Březina ligger 251 meter över havet och antalet invånare är 236.
Terrängen runt Březina är kuperad åt nordost, men åt sydväst är den platt. Březina ligger nere i en dal. Runt Březina är det tätbefolkat, med 762 invånare per kvadratkilometer. Närmaste större samhälle är Brno, 19,4 km sydost om Březina. I omgivningarna runt Březina växer i huvudsak blandskog.